# Tarpno (województwo warmińsko-mazurskie)
Tarpno (niem. Terpen) – osada w Polsce położona w województwie warmińsko-mazurskim, w powiecie iławskim, w gminie Zalewo. Miejscowość wchodzi w skład sołetwa Barty.
W latach 1975–1998 miejscowość należała administracyjnie do województwa olsztyńskiego.
Wieś wzmiankowana w dokumentach z około 1400 roku, jako wieś pruska na 13 włókach. Pierwotna nazwa wsi to Rengen, od 1540 Ternen. W roku 1782 we wsi odnotowano pięć domów (dymów), natomiast w 1858 w dwóch gospodarstwach domowych było 50 mieszkańców. W latach 1937–39 było 225 mieszkańców. W roku 1973 jako osada Tarpno należało do powiatu morąskiego, gmina i poczta Zalewo.